# Abderrahim Mouadden
Abderrahim Mouadden (in arabo عبد الرحيم مودن‎?, ʿabd ar-Raḥīm Muwaddan; Kenitra, 1948 – L'Aia, 27 luglio 2014) è stato uno scrittore, critico letterario, giornalista e ricercatore marocchino di lingua araba, specializzato in particolare nella narrativa odeporica e nella novella.

## Biografia
| Controllo di autorità | VIAF (EN) 82021554 · ISNI (EN) 0000 0000 8160 2740 · LCCN (EN) nr92035412 · BNF (FR) cb155672126 (data) · J9U (EN, HE) 987007310732605171 |